# Elaphoglossum cinctum
Elaphoglossum cinctum är en träjonväxtart som beskrevs av Eduard Rosenstock. Elaphoglossum cinctum ingår i släktet Elaphoglossum och familjen Dryopteridaceae. Inga underarter finns listade.